# Rondehausen
Koordinaten: 50° 52′ 6″ N, 8° 49′ 12″ O
Rondehausen ist eine Dorfwüstung in der Gemarkung von Bürgeln, einem Ortsteil von Cölbe im mittelhessischen Landkreis Marburg-Biedenkopf.

## Geographie
Der Ort lag etwa 1,5 km nördlich von Bürgeln östlich der Rondehäuser Mühle am Roten Wasser auf 200 m Höhe unmittelbar westlich der heutigen Bundesstraße 3. Der Flurname „Rondehäuser Wiesen“ erinnert noch an den verlassenen Ort. Nordwestlich befindet sich der Flugplatz Marburg-Schönstadt, ein Verkehrslandeplatz betrieben vom Kurhessischen Verein für Luftfahrt von 1909 e.V. Marburg/Lahn (KVfL). Unmittelbar südwestlich liegt der 18-Loch-Golfplatz des Oberhessischen Golfclubs Marburg (OHGC Marburg) mit dem Maximilianenhof.

## Geschichte
Das 1273 als „Ramichehusin“ erstmals schriftlich erwähnte Dorf Rondehausen gehörte zu einem um den Haupthof Bürgeln bestehenden Güterbezirk des Marienstifts Wetzlar, ebenso wie Betziesdorf, Bracht, Dampertshausen, Ginseldorf, Schönstadt und Schwarzenborn und eine Anzahl von Wüstungen im Umland. Diesen Güterbezirk verlehnte das Stift 1273 an Konrad Brundel von Marburg, dem es gleichzeitig Güterbesitz und Einkünfte in Rondehausen, darunter fünf Hufen und eine Hofstätte, als Zubehör der Villikation Cölbe-Bürgeln verpachtete. Die Vogtei der Villikation Cölbe-Bürgeln war bereits 1244 gegen einen jährlichen Zins auf Lebenszeit an Konrads Vater, den Ritter Andreas von Marburg, verpachtet worden. Das Stift verkaufte seine beiden Vogtei- und Stiftshöfe Cölbe und Bürgeln mit der gesamten Villikation, und damit auch Rondehausen, am 28. Juli 1334 nach dem Tod Konrads gegen einen Jahreszins als erblichen Besitz mit allen Rechten an den Landgrafen Heinrich II. von Hessen.
Im Jahre 1402 erhielt das Kloster Haina als Seelgerätstiftung ein Gut in Rondehausen. Auch die Johanniterkommende Wiesenfeld hatte offenkundig Besitz in Rondehausen, denn der Marburger Bürger Andreas von Asphe bekundete 1493, von den Wiesenfelder Johannitern ein kleines Gut in Rondehausen und das sogenannte St. Johanns-Wasser zu Erblehen erhalten zu haben. 
Wann der Ort aufgegeben wurde, ist ungeklärt, aber er wird noch vor 1557 mit Ausnahme der Rondehäuser Mühle als „Wüstenung“ bezeichnet. Die letzten Bewohner waren wahrscheinlich ins benachbarte Schönstadt gezogen. Zehntrechte vor Ort hatten noch im Jahre 1592 die Adelsherren Milchling von Schönstadt.